# Cornu Luncii (gmina)
Cornu Luncii – gmina w Rumunii, w okręgu Suczawa. Obejmuje miejscowości Băișești, Brăiești, Dumbrava, Păiseni, Sasca Mare, Sasca Mică, Sasca Nouă, Cornu Luncii i Șinca. W 2011 roku liczyła 6614 mieszkańców.